# Lilium michiganense
Lilium michiganense es una especie de planta bulbosa de la familia Liliaceae conocida en su lugar de origen como  Michigan lily. Es una planta silvestre que crece en las praderas del este de los Estados Unidos y Canadá, y llega tan al sudoeste como Oklahoma.

## Descripción
Las flores son de color naranja con puntos y es ampliamente cultivada como planta ornamental.

## Sinonimia
- Lilium canadense L. ssp. michiganense (Farw.) B. Boivin & Cody
- Lilium canadense L. var. umbelliferum (Farw.) B. Boivin
- Lilium michiganense Farw. var. uniflorum Farw.